# Голенко Максим Георгійович
Макс́им Гео́ргійович Голе́нко (нар. 6 квітня 1978, м. Миколаїв) — український режисер театру і кіно, головний режисер незалежного «Дикого театру», головний режисер Одеського академічного українського музично-драматичного театру ім. Василя Василька (з 29 вересня 2020). Заслужений артист України (2025).

## Життєпис
Народився 6 квітня 1978 року у місті Миколаїв. У 1993 — 1995 роках навчався у театральній студії при Миколаївському українському академічному театрі драми та музичної комедії, після чого у 1995 — 2000 роках працював у тому ж театрі актором.
Період 2000 — 2001 років — навчався у Харківському університеті мистецтв ім. Котляревського на кафедрі режисури драматичного театру (викладач Олександр Барсегян).
З 2001 по 2006 рік навчався у Київському національному університеті театру, кіно і телебачення ім. Карпенко-Карого (КНУТКТ), де здобув кваліфікацію режисера драматичного театру та отримав диплом спеціаліста (викладач Ростислав Коломієць).
З 2003 по 2008 роки працював керівником театральної студії при Національній академії управління у Києві та здійснив декілька вистав з професійними та непрофесійними артистами.
З 2013 по 2015 рок викладав «Основи режисури» на кафедрі сценографії та екранних мистецтв Національної академії образотворчого мистецтва та архітектури.
У період з 2006 по 2020 рік створив 40 вистав у професійних державних та недержавних театрах різних міст України: Миколаїв, Рівне, Коломия, Луганськ, Київ. Був запрошений на резиденцію у Theater Magdeburg (Німеччина), де у 2016 році поставив виставу «Вій» за п'єсою Наталії Ворожбит у рамках проекту «Дикий Схід».
З 2016-го року — головний режисер недержавного «Дикого театру» (м. Київ).
У 2017 році увійшов в топ-10 кращих режисерів країни за версією театральних критиків.
Постановки неодноразово брали участь у фестивалях та отримували відзнаки.
З 7 червня 2023 року Міністерством культури був призначений виконуючим обов'язки генерального директора-художнього керівника Національного академічного драматичного театру ім. Марії Заньковецької у Львові. Нова команда почала працювати одразу на результат. За підсумками першого року роботи у театрі було відкрито дві нові сцени, реалізовано 13 прем'єр.

## Режисерські роботи в театрі
Перелік робіт наведено за каталогом порталу «Театральна риболовля».
Коломийський академічний обласний український драматичний театр імені Івана Озаркевича
- 2006, 25 березня — «Boa constricttor» Максима Голенка за мотивами Івана Франка[20]
- 2010, 14 березня — «Повернення» за п'єсою «Ніч святого Валентина» Олександра Марданя
- 2011 — «Зерносховище» Наталії Ворожбит (вистава повністю зроблена та закрита дирекцією)

Миколаївський академічний український театр драми і музичної комедії
- 2010 — «Детектор брехні» Василя Сігарева
- 2011 — «Воскреслий та злий» Тараса Оглобліна
- 2012 — «Два ангела» Віктора Шендеровича
- 2013 — «Банзай» Кокі Мітані
- 2014 — «Останній ацтек» Віктора Шендеровича
- 2015 — «Пишка» Максима Голенка за повістю «Пампушка» Гі де Мопассаном
- 2016, 8 листопада — «Хазяїн» Івана Карпенка-Карого
- 2017, 8 грудня — «Біла Ворона» Геннадія Татарченка та Юрія Рибчинського
- 2018, 1 листопада — «Захід» Ісака Бабеля
- 2020, 8 лютого — «Легенда про Тіля» за п'єсою «Тіль» Григорія Горіна

Миколаївський академічний художній російський драматичний театр
- 2012 — «Мата Харі» Олени Грьоміної
- 2019, 15 листопада — «Хаос, або Жінки на межі нервового зриву» Міка Мюллюахо

«Дикий Театр» (м. Київ)
- 2014, 24 квітня — «Вій 2.0» Наталії Ворожбит (вистава створена групою студійців в Білиць-Арт центрі 24 квітня 2014 року та гралась у театральному центрі «Пасіка» при Києво-Могилянській академії, у 2016 році передана в прокат «Дикого театру», де зіграна на офіційному відкритті театру 10 лютого 2016 року)[21][22]
- 2015, 6 червня — «Палац насолод (Попи, мєнти, бабло, баби)» Віктора Понізова за мотивами п'єси «Герцогиня Амальфі» Джона Вебстера (вистава створена групою студійців в Білиць-Арт центрі 6 червня 2015 року, з 16 червня 2016 — у репертуарі «Дикого театра»)
- 2016, 12 грудня — «Афродизіак» Віктора Понізова[23][24][25]
- 2017, червень — «Віталік» Віталія Ченського[26][27]
- 2018, 15 лютого — «Кицюня» за п'єсою «Лейтенант з острова Інішмор» Мартіна Мак-Дони[28]
- 2018, 29 листопада — «Жінко, сядь» за п'єсою «Любов сильніша» Наталії Блок[29][30][31]
- 2019, 26 травня — «Спіймати Кайдаша» Наталії Ворожбит за повістю «Кайдашева сім'я» Івана Нечуя-Левицького (імерсійна вистава показана в рамках «Книжкового Арсеналу»)
- 2019, 2 серпня — «Кайдаші 2.0.» Наталії Ворожбит за мотивами серіалу «Спіймати Кайдаша», написаного за мотивами повісті «Кайдашева сім'я» Івана Нечуя-Левицького (прем'єра відбулася у будинку культури селища Сорокотяга[32], 30-31 серпня — київська прем'єра)
- 2020, 12 березня — «Механічний апельсин» Лєни Лягушонкової за мотивами однойменного роману Ентоні Берджеса
- 2020, 24 червня — «Червоне, чорне і знову червоне» сценарної команди «Піратська Бухта»

Театральна агенція «ТЕ-АРТ»
- 2017, 12 грудня — «Хаос» Міка Мюллюахо[33]
- 2018, 11 листопада — «Холостяки і холостячки» Ханоха Левіна[34]

Одеський академічний український музично-драматичний театр імені В. Василька
- 2019, 13 березня — «Енеїда-XXI» Віталія Ченського за мотивами поеми «Енеїда» Івана Котляревського (спільно з «Диким Театром», м. Київ)
- 2020, 2 жовтня — «Собаче серце» Михайла Булгакова[1]

Національний академічний український драматичний театр імені Марії Заньковецької
- 2021, 9 липня (перезапуск у жовтні 2024) — «Тригрошова опера» за однойменною п'єсою Бертольта Брехта[35]

Різні театри
- 2008 — «Механічний апельсин» Максим Голенко за мотивами однойменного роману Ентоні Берджеса («Вільний театр», м. Київ)
- 2012 — «Сон смішної людини» Федіра Достоєвського (Національний академічний драматичний театр імені Івана Франка (камерна сцена), м. Київ)
- 2013, 27 вересня — «Подражание вечным порокам» за мотивами п'єси «Тригрошова опера» Бертольта Брехта (Луганський академічний обласний російський драматичний театр)
- 2015, 26 червня — «Королева краси, або Перед смертю не надихаєшся» за п'єсою «Красуня з Лінена» Мартіна Мак-Дони (Київський експериментальний театр «Золоті ворота»)[36]
- 2015 — «Біла Ворона» Геннадія Татарченка та Юрія Рибчинського (Рівненський обласний академічний український музично-драматичний театр)[37]
- 2016, травень — «Der Wij» / «Вій» Оливера Лисевського за п'єсою Наталії Ворожбит (Магдебурзький театр[en], Німеччина)[6]
- 2017, 29 квітня — «Пристрасті Тіля» за п'єсою «Тіль» Григорія Горіна (Івано-Франківський академічний драматичний театр ім. Івана Франка)
- 2017, 30 червня — «Клас-акт» (проект) (Національна музична академія України імені Петра Чайковського, м. Київ) (Головний режисер)
- 2017 — «Homo Soveticus» за п'єсою «Потерпілий Гольдинер» Віктора Шендеровича («Ампулка», м. Київ)[38]
- 2018, 3 липня — «Клас-акт» (проект) (Національна музична академія України імені Петра Чайковського, м. Київ) (Головний режисер)[39]
- 2019, 22 лютого — «Біла Ворона» Геннадія Татарченка та Юрія Рибчинського (Київський національний академічний театр оперети)
- 2019, 11 квітня — «Пеніта. Опера» Тетяни Киценко на музику Золтана Алмаші (Незалежний проект; з 11 грудня 2019 — у репертуарі Київського національного академічного театру оперети)
- 2019, 15 червня — «Зойчина квартира» Михайла Булгакова (Київський академічний драматичний театр на Подолі)
- 2019, 18 грудня — «Дон Жуан. Коктейль» фантазії Марини Смілянець на основі творів класиків (Київський академічний театр «Актор»)
- 2020, 21 грудня — «Чуваки не святкують, або Ukrainian» Олексія Доричевського за творами Руслана Горового («Ампулка», м. Київ)
- 2021, 27 лютого —«Ерендіра не хоче вмирати» Лєни Лягушонкової за мотивами Габрієля Гарсія Маркеса (Київський академічний театр драми і комедії на лівому березі Дніпра)

## Робота на телебаченні
- 2008-2010 — Файна Юкрайна (скетч-шоу на Новому каналі) — режисер.
- 2018 — Марк + Наталка (ситком на ICTV) — режисер[40].
- 2018 Вечірка (другий сезон на каналі ТЕТ) — режисер.

## Нагороди та визнання
- Вистава «Boa constricttor» (Коломийський академічний обласний український драматичний театр імені Івана Озаркевича)[20][41]
  - 2006 — VIII Міжнародний театральний фестиваль «Мельпомена Таврії» (м. Херсон) — лауреат у номінації «Краща режисура»
  - 2006 — VII Всеукраїнський фестиваль «Тернопільські театральні вечори» (м. Тернопіль) — «Дебют-2006»
  - 2011 — XLI Всеукраїнський фестиваль театрального мистецтва «Вересневі самоцвіти» (м. Кіровоград)
  - 2016 — Х Фестиваль «Homo Ludens» (м. Миколаїв) — Гран-прі фестивалю
- Вистава «Сон смішної людини» (Національний академічний драматичний театр ім. Івана Франка)
  - 2013 — XXI Премія в галузі театрального мистецтва «Київська пектораль» — лауреат категорії «Краще пластичне рішення» (Ольга Семьошкіна), номінант категорії «Найкраще виконання жіночої ролі другого плану» (Тетяна Міхіна)
  - 2013 — XXVI Театральний фестиваль «Грудневі театральні вечори» (м. Чернігів)
- Вистава «Вій 2.0» («Дикий Театр»)
  - 2014 — III Фестиваль молодої режисури (м. Київ)
  - 2015 — Мультидисциплінарний міжнародний фестиваль сучасного мистецтва «ГогольFest» (м. Київ)
  - 2015 — Kiev Theatre Showcase (ETC)
  - 2016 — Міжнародний театральний фестиваль «Мельпомена Таврії» — відзнака журі у номінаціях «Краща вистава», «Краща режисура», «Краще музичне оформлення»
  - 2016 — Festival divadiel strednej Európy (Словаччина)
- Вистава «Палац насолод (Попи, мєнти, бабло, баби)» («Дикий Театр»)
  - 2016 — Мультидисциплінарний міжнародний фестиваль сучасного мистецтва «ГогольFest» (Артзавод «Платформа», м. Київ)
- Вистава «Der Wij» (Theater Magdeburg)
  - 2016 — Фестиваль «Wild Osten» — участник фестивалю
- Вистава «Пишка» (Миколаївський академічний український театр драми і музичної комедії)
  - 2016 — XVIII Міжнародний театральний фестиваль «Мельпомена Таврії» (м. Херсон)
- Вистава «Хазяїн» (Миколаївський академічний український театр драми і музичної комедії)
  - 2017 — XIX Міжнародний театральний фестиваль «Мельпомена Таврії» (м. Херсон)
  - 2018 — І Всеукраїнський театральний фестиваль «СвітОгляд» (м. Луганськ)
  - 2020 — Міжнародний фестиваль «Слов'янські театральні зустрічі» (м. Чернігів)
- Вистава «Віталік» («Дикий Театр»)
  - 2017 — Театральний фестиваль-лабораторія новаторських вистав молодіжних театрів України (м. Мукачево)[42]
  - 2018 — XX Міжнародний театральний фестиваль «Мельпомена Таврії» (м. Херсон)
  - 2018 — Театрально-урбаністичний фестиваль «Parade-Fest» (м. Харків)
  - 2018 — ІІ Міжнародний фестиваль кабаре «Велика сходка» (м. Дніпро)
  - 2018 — Мультидисциплінарний міжнародний фестиваль сучасного мистецтва «ГогольFest» (м. Маріуполь)[43]
  - 2018 — I Всеукраїнський театральний фестиваль-премія GRA (м. Київ) — Краща камерна вистава України[44]
- Вистава «Кицюня» («Дикий Театр»)
  - 2017 — Taking the Stage — фіналіст театрального конкурсу
- Вистава «Біла Ворона» (Рівненський обласний академічний український музично-драматичний театр)
  - 2017 — Фестиваль «Тернопільські театральні вечори. Дебют» — лауреат у номінаціях «За музичне вирішення вистави» (аранжувальник Зіновій Крет), «За пластичне вирішення вистави» (балетмейстер Максим Булгаков), «За чоловічу роль другого плану» (Ігор Ніколаєв за роль Блазня-диявола), «Глядацькі симпатії», «Фатальний чоловік» (Ігор Ніколаєв за роль Блазня-диявола)
- Вистава «Біла Ворона» (Миколаївський академічний український театр драми і музичної комедії)
  - 2018 — I Всеукраїнський театральний фестиваль-премія GRA (м. Київ)
- Вистава «Захід» (Миколаївський академічний український театр драми і музичної комедії)
  - 2019 — ХХІ Міжнародний театральний фестиваль «Мельпомена Таврії» (м. Херсон) — відзнаки у номінаціях «Вистави великої сцени», «Краща сценографія» (Юлія Заулична), «Краща акторська робота» (Максим Руденко за роль Бені Крика)
- Вистава «Кайдаші 2.0.» («Дикий Театр»)
  - 2020 — Театральний рейтинг «Київський рахунок» за підсумками 2019 року
  - 2020 — Блогерський рейтинг «Театральної риболовлі» за підсумками 2019 року
- Вистава «Пеніта. Опера» (Незалежний проект, м. Київ)
  - 2020 — Театральний рейтинг «Київський рахунок» за підсумками 2019 року
- Вистава «Зойчина квартира» (Київський академічний драматичний театр на Подолі)
  - 2020 — Театральний рейтинг «Київський рахунок» за підсумками 2019 року
  - 2020 — Блогерський рейтинг «Театральної риболовлі» за підсумками 2019 року
  - 2020 — XXVIII Премія в галузі театрального мистецтва «Київська пектораль» — лауреат у номінаціях «За краще виконання жіночої ролі другого плану» (Лариса Трояновська), «За краще виконання чоловічої ролі» (Роман Халаімов)